# Sejm zwyczajny 1730
Sejm zwyczajny 1730 – I Rzeczypospolitej, został zwołany 17 kwietnia 1730 roku do Grodna.
Sejmiki przedsejmowe w województwach odbyły się 21 sierpnia 1730 roku, a sejmiki główne prowincjonalne 11 września 1730 roku. Sejm „zagajał” Teodor Lubomirski, starosta spiski.
Obrady sejmu trwały od 2 do 16 października 1730 roku. Sejm nie uchwalił konstytucji, został zerwany przed obiorem marszałka m.in. przez Pawła Marcinkiewicza, w interesie Potockich, przy pomocy posłów rosyjskiego, pruskiego i francuskiego, za aprobatą Austrii.